# Iris vorobievii
Iris vorobievii là một loài thực vật có hoa trong họ Diên vĩ. Loài này được N.S.Pavlova miêu tả khoa học đầu tiên năm 1987.